# Papa Ștefan al V-lea
Papa Ștefan al V-lea (n.  ?, Roma, Italia – d. 14 septembrie 891 d.Hr., Roma, Statele Papale) a fost Papă al Romei în anii 885 - 891. Papa Ștefan al V-lea a urmat politica papei Nicolae I față de Constantinopol și în relațiile sale cu biserica slavonă. Papa Ștefan al V-lea a provenit dintr-o familie aristocratică din Roma. 